# ゆずの里ケーブルテレビ
ゆずの里ケーブルテレビ株式会社（ゆずのさとケーブルテレビ）は、埼玉県入間郡毛呂山町をサービスエリアとする第三セクター方式のケーブルテレビ局である。

## 設立経過
- 2008年 - 毛呂山町、地域情報化計画を策定[1]。
- 2009年4月 - 入間ケーブルテレビ株式会社と毛呂山町の出資（出資額300万円）により、ゆずの里ケーブルテレビ株式会社設立[2]。開局準備室を毛呂山町中央2丁目13-3に設置[3]。
- 2009年6月 - FTTH方式のケーブルテレビ施設であることなどを町の広報誌で公表[4]。
- 2010年10月1日 - 開局。

## サービスエリア
- 毛呂山町全域

## 関連会社
- 入間ケーブルテレビ
- 東松山ケーブルテレビ
- 瑞穂ケーブルテレビ
- エフエム茶笛